# Célia Coutinho
Célia Coutinho nome artístico de Custódia Lannes Coutinho (Itaperuna, 29 de abril de 1936) é uma atriz brasileira. Ela começou a carreira em teatro de revista, sendo uma das "Certinhas do Lalau" na década de 1960, do conhecido como Stanislaw Ponte Preta. Após isso atuou em diversos filmes e novelas.

## Filmografia

### Na TV
| Ano  | Título                     | Personagem      | Nota                          | Emissora          |
| ---- | -------------------------- | --------------- | ----------------------------- | ----------------- |
| 1959 | Miss Campeonato            | Miss Campeonato |                               | TV Paulista       |
| 1963 | A Cidade Se Diverte        | —               |                               | TV Excelsior      |
| 1963 | 2-5499 Ocupado             | —               |                               | TV Excelsior      |
| 1964 | A Outra Face de Anita      | Eliana          |                               | TV Excelsior      |
| 1965 | Onde Nasce a Ilusão        | Paulina         |                               | TV Excelsior      |
| 1965 | Vidas Cruzadas             | Paula           |                               | TV Excelsior      |
| 1965 | A Ilha dos Sonhos Perdidos | Débora          |                               | TV Excelsior      |
| 1966 | Perdão para Maria          | —               |                               | TV Excelsior      |
| 1966 | A Pequena Karen            | Patsy           | [ 3 ]                         | TV Excelsior      |
| 1968 | Amor sem Deus              | Lúcia           |                               | Rede Tupi         |
| 1971 | Editora Mayo, Bom Dia      | Mimi            |                               | Rede Record       |
| 1971 | Pingo de Gente             | Laura           |                               | Rede Record       |
| 1971 | Tilim                      | Irmã Sol        |                               | Rede Record       |
| 1972 | Selva de Pedra             | Cíntia          |                               | Rede Globo        |
| 1972 | Caso Especial              | —               | Episódio: "O inimigo do povo" | Rede Globo        |
| 1973 | As Divinas e Maravilhosas  | Malu            |                               | Rede Tupi         |
| 1979 | Cara a Cara                | Márcia          |                               | Rede Bandeirantes |
| 1984 | Meus Filhos, Minha Vida    | Janete          |                               | SBT               |

### No cinema
| Ano  | Título                 | Personagem        |
| ---- | ---------------------- | ----------------- |
| 1960 | Dona Violante Miranda  | Rosita "Filhinha" |
| 1975 | Cada Um Dá o Que Tem   | Marieta           |
| 1980 | Motel, Refúgio do Amor | Mulher            |
| 1982 | Brisas do Amor         | Luci              |
| 1982 | Pecado Horizontal      | Lucy              |
| 1982 | Vadias pelo Prazer     | Madame Júlia      |
| 1983 | Tudo na Cama           | Tia               |
| 1984 | Meu Homem, Meu Amante  | Linda             |
| 1984 | Made in Brazil         | Roseli            |
| 1984 | Furacão Acorrentado    | Mulher na Clínica |
| 1988 | Ilusão Sangrenta       | Senhora           |

## No teatro[15]
- 1956 - A Mulher É o Limite...
- 1960 - Esses Maridos
- 1961 - Gagárin na Lua
- 1961 - Mulheres e Macacos
- 1961 - No País das Bananas
- 1964/1965 - Boeing, Boeing
- 1974 - O Estranho Casal
- 1977 - Esquina Perigosa
- 1980 - A Idéia Fixa
- 1981 - A Dama De Copas E O Rei De Cuba
- 1983 - Motel Paradiso
- 1983 - As Certinhas do Lalau
- 1984/1985 - O Dia em Que Alfredo Virou a Mão
- 1986 - Viva a Nova República
- 1987 - O Vison Voador